# Connettore a coccodrillo
Il connettore a coccodrillo o pinza a coccodrillo o clip a coccodrillo (in inglese: Crocodile clip o Alligator clip) è chiamato in questo modo per la notevole somiglianza con la testa di un coccodrillo o di un alligatore.

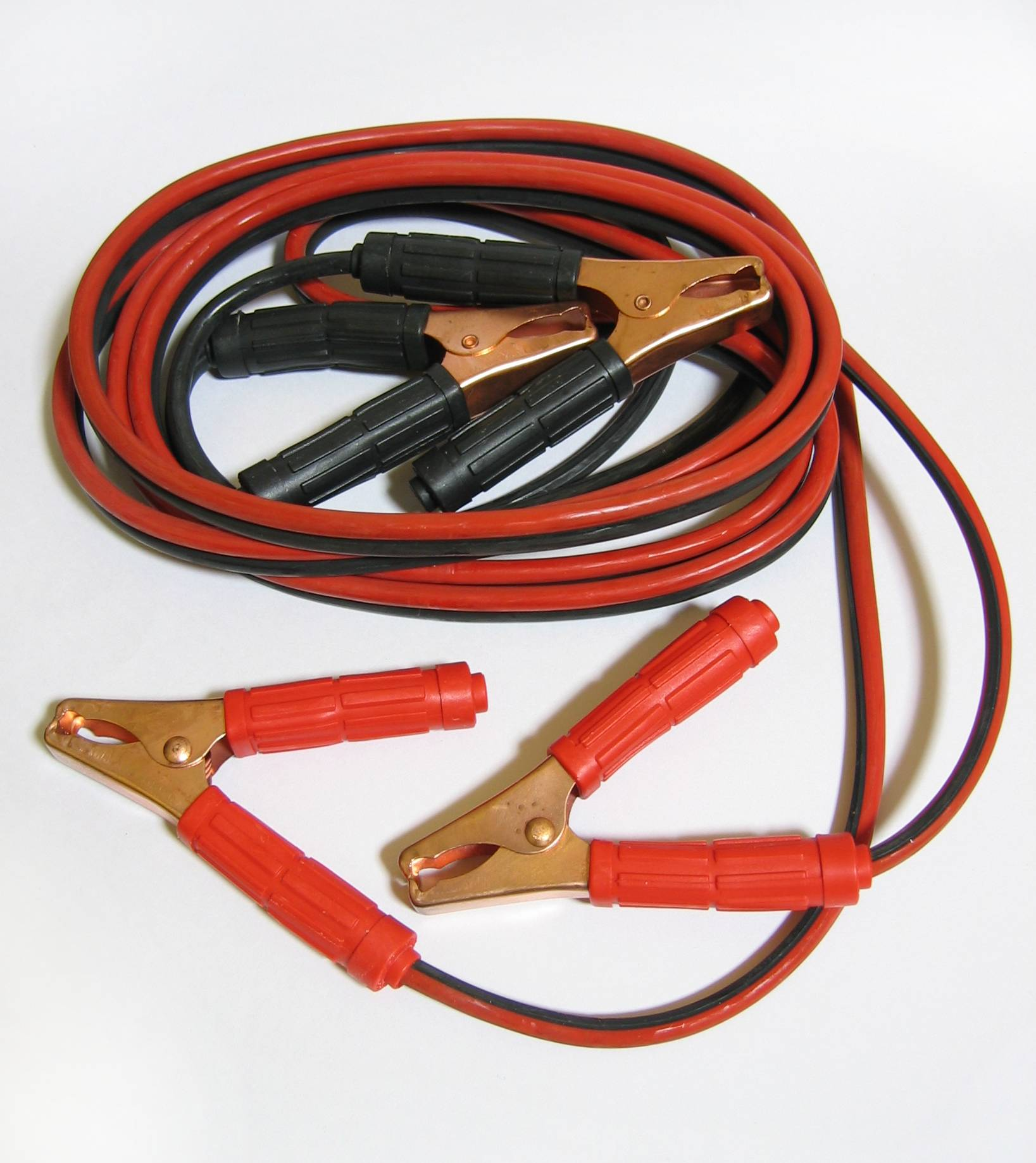
Cavi con connessione a coccodrillo per la ricarica della batteria di un mezzo mobile

Il suo funzionamento è semplice, analogo a quello di una molletta da bucato.
Il suo uso è molto diffuso in elettronica ed elettrotecnica ma anche in altri campi quando si ha bisogno di un collegamento temporaneo. Sono disponibili cavi con due coccodrilli alle estremità per connessioni temporanee. 
In elettronica ed elettrotecnica è molto usato:
- negli strumenti per misurare una grandezza elettrica senza dover tenere le mani impegnate
- come connessione di riferimento per strumenti di misura (oscilloscopi, ecc.)
- si usano cavi con due coccodrilli alle estremità per fare rapidamente dei collegamenti

È spesso parzialmente protetto da un materiale isolante per ridurre la possibilità di cortocircuiti (vedi il coccodrillo con guaina gialla nella figura).
In ambiente automobilistico è ben conosciuto per collegare provvisoriamente una batteria scarica a un'altra batteria carica o a un carica-batterie (in questo caso si usano cavi e connettori con colori standard: rosso per il positivo e nero per il negativo. Importante: la connessione errata è molto pericolosa e può provocare l'esplosione della batteria).

## Caratteristiche del componente
Le caratteristiche variano notevolmente a seconda dell'applicazione e possono essere riassunte.
Connettori a coccodrillo da laboratorio elettrico ed elettronico:
- La connessione al cavo (può essere con saldatura, con pressione di due linguette, per connettore a banana o a morsetto, ecc.)
- dimensioni complessive e apertura delle "mascelle"
- il materiale con cui è realizzato (acciaio ricoperto di nichel, acciaio inossidabile, rame, ecc.)
- il materiale della guaina di protezione (spesso PVC)
- la massima corrente che può condurre (varia come ordine di grandezza da frazioni di ampere a qualche ampere)
- Nella misurazione di valori resistivi molto bassi, essendo necessario annullare la resistenza dei cavetti di misura, si adotta la misura a quattro terminali, ovvero le due coppie di ganasce sono elettricamente isolate tra loro, una porta il segnale di corrente di riferimento, mentre l'altra preleva il valore di tensione presente ai capi del componente; meccanicamente la rotazione delle ganasce avviene su un barilotto in teflon e la chiusura è effettuata da un semplice elastico, questa soluzione è adottata da Agilent Technologies.

Modalità di connessione di due batterie (una carica, di colore verde, e l'altra scarica di colore grigio)

Per uso automobilistico (collegamento a batterie):
- Le mascelle sono chiamate più propriamente ganasce (come quelle di una morsa) e sono in lamiera di acciaio galvanizzato come la molla inserita tra di esse
- La lunghezza delle ganasce può variare a seconda della portata di corrente, indicativamente da 70 a 250 mm
- L'isolamento non è realizzato con un'unica guaina ma da due impugnature in materiale resistente agli acidi (e altre sostanze che le possono danneggiare)
- La portata di corrente può variare a seconda delle dimensioni; in maniera indicativa da 30 ampere a 500 ampere
- Sono disponibili nei due colori rosso e nero, si acquistano già connesse ai cavi di lunghezza di qualche metro (e sezione variabile indicativamente da 15 mm2 a 30 mm2 a seconda della portata di corrente desiderata)